# Lysá hora (berg i Tjeckien, Liberec)
Lysá hora är ett berg i Tjeckien.   Det ligger i regionen Liberec, i den norra delen av landet, 110 km nordost om huvudstaden Prag. Toppen på Lysá hora är 1 344 meter över havet, eller 87 meter över den omgivande terrängen. Bredden vid basen är 1,1 km. Lysá hora ingår i Zlaté návrší.
Terrängen runt Lysá hora är huvudsakligen kuperad, men åt nordost är den bergig.Runt Lysá hora är det glesbefolkat, med 14 invånare per kvadratkilometer. Närmaste större samhälle är Vrchlabí, 15,7 km söder om Lysá hora. I omgivningarna runt Lysá hora växer i huvudsak blandskog.